# لیکوی قهوه‌ای

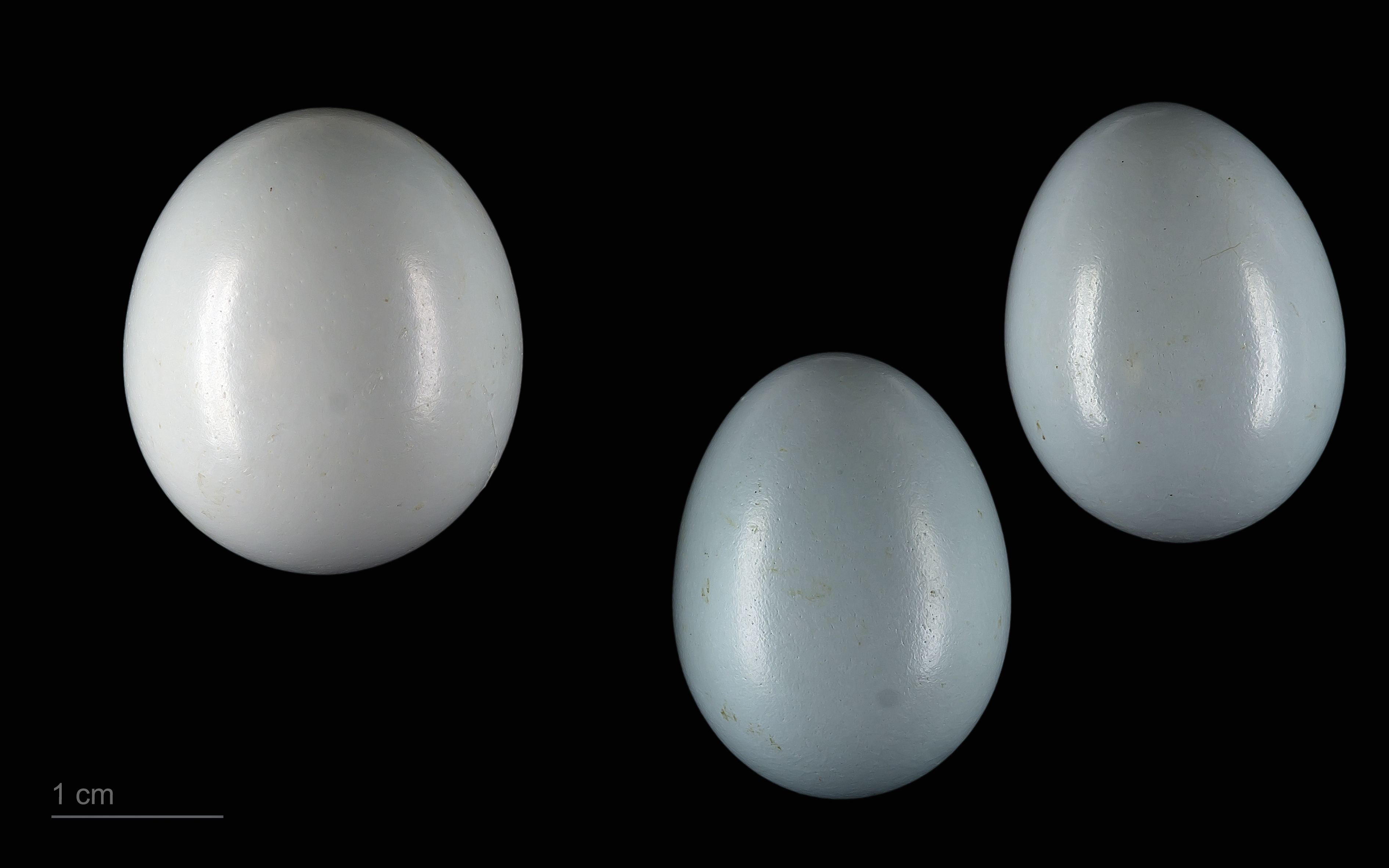
Clamator levaillantii + Turdoide plebejus

لیکوی قهوه‌ای (نام علمی: Turdoides plebejus) نام یک گونه از سرده لیکوها است.